# Fetele Hex
Fetele Hex sau Vrăjitoarele sunt o formație goth rock fictivă, creată de scenariștii Rick Copp și David A. Goodman pentru franciza Scooby-Doo. Membrele sunt interpretate de Jennifer Hale, Jane Wiedlin și Kimberly Brooks. Personajele au debutat în filmul Scooby-Doo și Fantoma Vrăjitoarei din 1999, urmând să aibă apariții în Scooby-Doo și Legenda Vampirului, Ce e nou, Scooby-Doo?, Scooby-Doo și echipa misterelor și Scooby-Doo și cine crezi tu?.
Fetele Hex au devenit figuri ale culturii populare, fiind văzute ca simboluri ale sensibilităților queer și feministe.

## Apariții
În Scooby-Doo și Fantoma Vrăjitoarei, Fetele Hex sunt introduse ca potențiali suspecți ai misterului care se petrece în orașul lor natal, Oakhaven, Massachusetts. După ce le văd cântând, gașca decide să le urmărească intențiile. Fred și Daphne bănuiesc că sunt adevărate vrăjitoare, după ce o văd pe Thorn (Spin) executând un ritual. Mai târziu, se descoperă că ceea ce văzuseră era, de fapt, un simplu truc pe care Thorn îl inventase pentru a-și calma corzile vocale, aceasta fiind, de asemenea, practicantă wicca. Fetele însoțesc restul grupului în căutarea jurnalului Sarei Ravencroft. În film, ele interpretează cântecele „Hex Girl” și „Earth, Wind, Fire and Air”.
În Scooby-Doo și Legenda Vampirului, Scooby și gașca află că Thorn, Luna și Dusk (Amurg), care acum se bucură de succes sub numele de Fete Hex, vor deschide festivalul de muzică de la Piatra Vampirului, din Australia. Când acestea încep să-și cânte numărul, sunt răpite de către slugile vampirului Yowie Yahoo, ceea ce determină gașca să le caute, încercând, concomitent, să rezolve misterul aparițiilor monstruoase. În cele din urmă, Fetele Hex reușesc să se întoarcă, în siguranță, alături de echipa misterelor. În film, ele interpretează cântecele „We Do Voodoo” și „Scooby-Doo, Where Are You?”.
În Ce e nou, Scooby-Doo?, Fetele Hex apar în episodul „Vampirul lovește din nou”. În timp ce tinerele filmează un videoclip în Castelul Fortescu din Transilvania, sunt atacate de un aparent vampir. Făcând legătura între atac și experiențele lor anterioare, Dusk încearcă să le convingă pe Thorn și Luna să părăsească zona pentru propria lor siguranță. Acestea din urmă refuză, provocând o ruptură în interiorul grupului. Când gașca ajunge în același castel, fetele le cer ajutorul pentru a rezolva misterul, încercând, în același timp, să împiedice despărțirea trupei. 
În Scooby-Doo și echipa misterelor, Fetele Hex apar în episoadele „De teama fantomei” și „Dansul strigoilor”. În această continuitate, trupa este deja cunoscută în toată lumea atunci când întâlnesc gașca, Velma fiind una dintre cele mai mari fane ale lor.
În Scooby-Doo și cine crezi tu?, Fetele Hex apar în episodul „Te-am Vrăjit”, în care, după ce vlogul de machiaj al lui Daphne ajunge viral pe internet, ea este invitată să devină consultantul principal al trupei, ceea ce conduce gașca la un alt mister, sub forma chitarei bântuite a lui Esther Moonkiler.

## Membre
- Jennifer Hale – Thorn (Sally McKnight), voce și chitară electrică
- Jane Wiedlin – Dusk, tobe și backing vocals
- Kimberly Brooks – Luna, clape și backing vocals

## Marketing
După lansarea filmului direct-pe-video Scooby-Doo și Fantoma Vrăjitoarei, Fetele Hex au apărut pe diverse tipuri de produse create pentru a promova filmul, inclusiv în cărți precum Scooby-Doo! and the Hex Files.
În 2020, produse Hex Girls au început să fie distribuite de către popularul lanț de magazine american Hot Topic. În mai 2021, aceștia au dezvăluit un pachet exclusiv de trei Funko Pops, cu Thorn, Dusk și Luna. Păpușile s-au vândut în mai puțin de 10 minute, iar acum sunt considerate obiecte de colecție. În octombrie, Hot Topic a dezvăluit o nouă linie de îmbrăcăminte Fete Hex.